# سيباستيان كروغر
سيباستيان كروغر (بالألمانية: Sebastian Krüger)‏ هو رسام ألماني، ولد في 30 يونيو 1963 في هاملن في ألمانيا.

## وصلات خارجية
- سيباستيان كروغر على موقع ميوزك برينز (الإنجليزية)